# Sophie Auconie
Pour les articles homonymes, voir Briard.
Sophie Auconie, dite aussi Sophie Briard-Auconie, née le 19 août 1963 à Dugny (Seine-Saint-Denis), est une femme politique française, membre de l'Union des démocrates et indépendants (UDI). Conseillère municipale de Tours de 2008 à 2020 et députée européenne de la circonscription Massif central-Centre de 2009 à 2014, elle est députée de la 3e circonscription d'Indre-et-Loire de 2017 à 2021. Depuis sa nomination par décret du président de la République le 24 mars 2021, Sophie Auconie est vice-présidente de l’Autorité de régulation des transports.

## Biographie
Sophie Auconie est née le 19 août 1963 à Dugny. De 1993 à 2006, elle est cadre consulaire à la territorialité à la Chambre de commerce et d'industrie d'Indre-et-Loire. En 2002, elle est diplômée de l'École supérieure de commerce et de management (ESCEM) de Tours.
Elle adhère en 1995 à Démocratie libérale en tant que simple militante, puis rejoint en 2008 le Nouveau Centre et entame une carrière politique.

### Nouveau Centre
À l'occasion des élections municipales de 2008, Sophie Auconie est élue conseillère municipale d'opposition à Tours. En mai 2011, elle crée le groupe « Nouvelle Énergie pour Tours » et le préside depuis lors.
En 2009, elle devient membre du Comité exécutif du Nouveau Centre. À partir de 2010, elle préside la commission Europe du Nouveau Centre: « La Ruche européenne ».
Le 29 novembre 2010, Sophie Auconie est élue présidente de la fédération d'Indre-et-Loire du Nouveau Centre.

### UDI
Sophie Auconie en est un membre fondateur. Elle est vice-présidente de l'Union des démocrates et indépendants (UDI), membre de la commission nationale d'investiture et du comité exécutif ainsi que déléguée nationale au droit des femmes. Le pacte posant les bases de ce nouveau parti centriste lui attribue le pilotage du projet de la féminisation et du rajeunissement de cette formation politique.

### Politique municipale
Sophie Auconie est élue conseillère municipale d'opposition à Tours lors des élections municipales françaises de 2008.
En mai 2011, elle crée le groupe « Nouvelle Énergie pour Tours » dont elle assume la présidence.
En mars 2014, alors qu'elle était no 2 sur la liste Tour(s) ensemble, elle préfère ne pas briguer de poste d'adjointe et devient conseillère municipale de la majorité afin de se consacrer pleinement à son mandat européen et appliquer le non-cumul (un élément de la campagne de la liste Tour(s) ensemble).[réf. nécessaire]

### Députée européenne
Aux élections européennes de 2009, Sophie Auconie est élue députée européenne dans la circonscription Massif central-Centre en France. Elle siège avec les députés du groupe du Parti populaire européen (PPE).
En début de mandat, elle est membre titulaire de la Commission du développement régional et membre suppléante de la Commission des affaires économiques et monétaires et de la Commission spéciale sur les défis politiques et les ressources budgétaires pour une Union européenne durable après 2013.
À partir du printemps 2011, elle est membre titulaire de la Commission de l'environnement, de la santé publique et de la sécurité alimentaire et membre suppléante de la Commission des affaires économiques et monétaires.
En ce qui concerne les relations extérieures de l'Union européenne, elle est membre de la Délégation à la commission parlementaire mixte UE-ancienne République yougoslave de Macédoine et membre suppléante de la Délégation à la commission parlementaire mixte UE-Mexique.
Elle est vice-présidente des intergroupes URBAN (de 2009 à 2012) et Services publics au Parlement européen.
Depuis 2009, elle est membre du Conseil national et du Comité directeur du Mouvement européen-France.
Sophie Auconie participe à l'intergroupe eau du Parlement européen. En mars 2012, elle a représenté le Parlement européen lors du 6e Forum mondial de l’eau à Marseille. Elle est nommée coprésidente du Cercle français de l'eau en juin 2012. Ce même mois, elle est élue membre du conseil des gouverneurs du Conseil mondial de l'eau à Doha au Qatar.
Sophie Auconie préside le groupe des Friends of sport au sein du Parlement européen dont l'objectif consiste à promouvoir l'élaboration d'une politique européenne du sport utile et ambitieuse. Elle copréside également le Club Parlementaire Sport - Économie - Cité  qui décrypte l'ensemble de l’actualité législative et économique du monde sportif.
Elle n'est pas réélue lors des élections européennes de 2014.
Pressentie pour être sur la liste régionale menée par Philippe Vigier dans le cadre des élections régionales de 2015 en Centre-Val de Loire , elle est finalement écartée de la liste départementale tourangelle.
Candidate lors des élections législatives de 2017, elle est élue face à Marisol Touraine avec 56,59 % des voix,.

### Députée de laXVelégislature
Sophie Auconie est membre de la commission Développement durable, et secrétaire de la commission des affaires européennes. 
Elle est aussi vice-présidente de son groupe politique à l'Assemblée nationale, Les Constructifs. 
Elle est la seule députée de l'UDI à approuver la déclaration de politique générale du 2e gouvernement Édouard Philippe.
Fin octobre 2017, elle relaie à l'Assemblée nationale, avec des députés LR, un amendement portant sur la fiscalité des entrepôts, fourni par le Medef et la Confédération des petites et moyennes entreprises,,.
Le 16 février 2021, elle annonce démissionner de son mandat « pour raisons de santé » ; sa démission intervient le 5 mars 2021.

### Vice-présidente de l'Autorité de régulation des transports (ART)
Le 2 février 2021, elle est désignée par le président de l'Assemblée nationale à la vice-présidence de l'Autorité de régulation des transports. Elle y est nommée par décret du président de la République le 24 mars 2021.